# Vidlatá Seč
Vidlatá Seč település Csehországban, a Svitavyi járásban. Vidlatá Seč Dolní Újezd, Chotěnov, Morašice, Makov és Desná településekkel határos. Lakosainak száma 290 fő (2024. január 1.).

## Népesség
A település lakosságának változását az alábbi diagram mutatja:
| Lakosok száma | 529  | 506  | 503  | 340  | 293  | 273  | 285  | 287  | 292  | 290  |
|               | 1869 | 1900 | 1921 | 1961 | 1980 | 2011 | 2016 | 2019 | 2021 | 2024 |